# Aurèle Léger
Pour les articles homonymes, voir Léger.
Aurèle-D. Léger (1894-1961) est un agriculteur, homme d'affaires et homme politique canadien du Nouveau-Brunswick.

## Biographie
Aurèle Léger est né le 10 novembre 1894 à Grande-Digue, au Nouveau-Brunswick. Son père est Dominique Léger et sa mère est Sarah Leblanc. Il étudie à l'école Shediac Bridge, au Collège Saint-Joseph de Memramcook et à l'Université Sainte-Anne de Pointe-de-l'Église. Il épouse Régina Roy le 8 juillet 1918 et le couple a six enfants. Il se remarie avec Albertine Daigle le 21 février 1950.
Il est élu député de Kent à la Chambre des communes du Canada le 26 mars 1940 puis réélu en 1945 et 1949 en tant que libéral. Il est ensuite nommé sénateur le 12 juin 1953 sur avis de Louis St-Laurent et le restera jusqu'à sa mort le 28 décembre 1961.